# Psilocharis hypena
Psilocharis hypena är en stekelart som beskrevs av John M. Heraty 1994. Psilocharis hypena ingår i släktet Psilocharis och familjen Eucharitidae.
Artens utbredningsområde är:
- Filippinerna.
- Taiwan.

Inga underarter finns listade i Catalogue of Life.